# Judgment!
Judgment! – album studyjny amerykańskiego pianisty jazzowego Andrew Hilla, wydany z numerem katalogowym BLP 4159 i BST 84159 w 1964 roku przez Blue Note Records.

## Powstanie
Materiał na płytę został zarejestrowany 8 stycznia 1964 roku przez Rudy’ego Van Geldera w należącym do niego studiu (Van Gelder Studio) w Englewood Cliffs w stanie New Jersey. Produkcją albumu zajął się Alfred Lion.

## Lista utworów
Opracowano na podstawie materiału źródłowego.
Wydanie LP
Strona A
| Nr | Tytuł utworu    | Muzyka      | Długość |
| -- | --------------- | ----------- | ------- |
| 1. | „Siete Ocho”    | Andrew Hill | 8:58    |
| 2. | „Flea Flop”     | Hill        | 7:21    |
| 3. | „Yokada Yokada” | Hill        | 5:19    |
|    |                 |             | 21:38   |

Strona B
| Nr | Tytuł utworu     | Muzyka | Długość |
| -- | ---------------- | ------ | ------- |
| 1. | „Alfred”         | Hill   | 7:04    |
| 2. | „Judgment”       | Hill   | 6:54    |
| 3. | „Reconciliation” | Hill   | 7:23    |
|    |                  |        | 21:21   |

Utwory dodatkowe na reedycji (2005):
| Nr | Tytuł utworu                     | Muzyka | Długość |
| -- | -------------------------------- | ------ | ------- |
| 1. | „Yokada Yokada (alternate take)” | Hill   | 5:15    |
|    |                                  |        | 5:15    |

## Twórcy
Opracowano na podstawie materiału źródłowego.
Muzycy:
- Andrew Hill – fortepian
- Bobby Hutcherson – wibrafon
- Richard Davis – kontrabas
- Elvin Jones – perkusja

Produkcja:
- Alfred Lion – produkcja muzyczna
- Rudy Van Gelder – inżynieria dźwięku
- Reid Miles – projekt okładki
- Francis Wolff – fotografia na okładce
- Leonard Feather – liner notes
- Michael Cuscuna – produkcja muzyczna (reedycja z 2005)
- Bob Blumenthal – liner notes (2005)